# U-23 (1936)
| U-23                       | U-23                                               | U-23                                               |
| -------------------------- | -------------------------------------------------- | -------------------------------------------------- |
|                            |                                                    |                                                    |
|                            |                                                    |                                                    |
|                            |                                                    |                                                    |
| Верф                       | Friedrich Krupp Germaniawerft, Кіль                | Friedrich Krupp Germaniawerft, Кіль                |
| Під прапором               | Третій рейх                                        | Третій рейх                                        |
| Порт приписки              | Кіль Вільгельмсгафен Констанца                     | Кіль Вільгельмсгафен Констанца                     |
| Спуск на воду              | 28 серпня 1936                                     | 28 серпня 1936                                     |
| Виведений зі складу флоту  | 10 вересня 1944                                    | 10 вересня 1944                                    |
| Сучасний статус            | затоплений                                         | затоплений                                         |
| Проєкт                     |                                                    |                                                    |
| Тип ПЧ                     | Малий ДПЧ                                          | Малий ДПЧ                                          |
| Основні характеристики     |                                                    |                                                    |
| Швидкість (надводна)       | 13 вузлів                                          | 13 вузлів                                          |
| Швидкість (підводна)       | 7 вузлів                                           | 7 вузлів                                           |
| Гранична глибина занурення | 150 м                                              | 150 м                                              |
| Екіпаж                     | 25 осіб                                            | 25 осіб                                            |
| Розміри                    |                                                    |                                                    |
| Довжина найбільша (по КВЛ) | 42,7 м                                             | 42,7 м                                             |
| Ширина корпусу найб.       | 4,08 м                                             | 4,08 м                                             |
| Висота                     | 8,6 м                                              | 8,6 м                                              |
| Середня осадка (по КВЛ)    | 3,90 м                                             | 3,90 м                                             |
| Водотоннажність надводна   | 279 т                                              | 279 т                                              |
| Озброєння                  |                                                    |                                                    |
| Артилерія                  | 1 × 2 cm/65 C/30 (1000 снарядів)                   | 1 × 2 cm/65 C/30 (1000 снарядів)                   |
| Торпедно- мінне озброєння  | 3 TA 5 торпед або 18 мін (за іншими даними ТМА 12) | 3 TA 5 торпед або 18 мін (за іншими даними ТМА 12) |

U-23 — малий німецький підводний човен типу II-B для прибережних вод, часів Другої світової війни. Заводський номер 553.
Введений у стрій 24 вересня 1936 року. З 1 вересня 1936 року приписаний до 1-ї флотилії. 1 липня 1940 року до 24-ї флотилії як навчальний підводний човен. З 1 січня 1940 року переведений у 21-шу флотилію. Здійснив 16 бойових походів, потопив 7 суден (11 179 брт). Потопив 2 бойових кораблі (1410 т), одне допоміжне судно (1005 брт) і ще один бойовий корабель пошкодив (56 т). 10 вересня 1944 року затоплений екіпажем у порту Констанца.

## Командири
- Корветтен-капітан Ебергард Годт (1 вересня 1936 — 3 січня 1938)
- Капітан-лейтенант Ганс-Гюнтер Лофф (1936/37 — 30 вересня 1937)
- Капітан-лейтенант Отто Кречмер (1 жовтня 1937 — 1 квітня 1940)
- Капітан-лейтенант Гайнц Бедун (8 квітня — 19 травня 1940)
- Оберлейтенант-цур-зее Генріх Дріфер (20 травня — 30 вересня 1940)
- Оберлейтенант-цур-зее Курт Райхенбах-Клінке (1 жовтня 1940 — 20 березня 1941)
- Оберлейтенант-цур-зее Ернст-Ульріх Брюллер (21 березня — 23 вересня 1941)
- Оберлейтенант-цур-зее Ульріх Греф (24 вересня 1941 — 26 березня 1942)
- Капітан-лейтенант-цур-зее Рольф-Біргер Вален (27 березня — 26 серпня 1942, 3 червня 1943 — 19 червня 1944)
- Оберлейтенант-цур-зее Рудольф Арендт (20 червня — 10 вересня 1944)

## Потоплені та пошкоджені судна
| Дата           | Тип судна        | Назва судна             | Тоннаж | Статус     | Належність      | Примітка | Вантаж                                    | Координати                                                  |
| -------------- | ---------------- | ----------------------- | ------ | ---------- | --------------- | -------- | ----------------------------------------- | ----------------------------------------------------------- |
| 4 жовтня 1939  | вантажне судно   | Glen Farg               | 876    | потоплено  | Велика Британія |          | генеральний вантаж                        | 58°52′ пн. ш. 1°31′ зх. д. / 58.867° пн. ш. 1.517° зх. д.   |
| 8 грудня 1939  | вантажне судно   | Scotia                  | 2 400  | потоплено  | Данія           |          | в баласті                                 | 57°31′ пн. ш. 2°17′ сх. д. / 57.517° пн. ш. 2.283° сх. д.   |
| 11 січня 1940  | вантажне судно   | Fredville               | 1 150  | потоплено  | Норвегія        |          | в баласті                                 | 58°25′ пн. ш. 1°10′ зх. д. / 58.417° пн. ш. 1.167° зх. д.   |
| 12 січня 1940  | танкер           | Danmark                 | 10 517 | потоплено  | Данія           |          | 8 200 т бензину і 5 760 т гасу            | 58°59′ пн. ш. 2°53′ зх. д. / 58.983° пн. ш. 2.883° зх. д.   |
| 24 січня 1940  | вантажне судно   | Varild                  | 1 085  | потоплено  | Норвегія        |          | в баласті                                 | 58°52′ пн. ш. 1°31′ зх. д. / 58.867° пн. ш. 1.517° зх. д.   |
| 18 лютого 1940 | есмінець         | «Дерінг»                | 1 375  | потоплений | Велика Британія |          |                                           | 58°40′ пн. ш. 1°35′ зх. д. / 58.667° пн. ш. 1.583° зх. д.   |
| 19 лютого 1940 | вантажне судно   | Tiberton                | 5 225  | потоплено  | Велика Британія |          | залізна руда                              | 58°55′ пн. ш. 1°53′ зх. д. / 58.917° пн. ш. 1.883° зх. д.   |
| 22 лютого 1940 | вантажне судно   | Loch Maddy              | 5 225  | потоплено  | Велика Британія |          | 2 000 т пшениці, 6 000 т деревини, літаки | AN 1651                                                     |
| 24 серпня 1943 | патрульний катер | Шквал                   | 35     | потоплено  | СРСР            |          |                                           | 42°30′ пн. ш. 40°48′ сх. д. / 42.500° пн. ш. 40.800° сх. д. |
| 15 жовтня 1943 | мінний тральщик  | ТСЦ-486 Совєтская Росія | 1 005  | пошкоджено | СРСР            |          |                                           | 42°47′ пн. ш. 41°06′ сх. д. / 42.783° пн. ш. 41.100° сх. д. |
| 23 жовтня 1943 | торговий катер   | Танаіс                  | 372    | потоплено  | СРСР            |          |                                           | 42°22′ пн. ш. 41°35′ сх. д. / 42.367° пн. ш. 41.583° сх. д. |
| 5 квітня 1944  | патрульний катер | СКА-099                 | 56     | пошкоджено | СРСР            |          |                                           | 42°15′ пн. ш. 41°30′ сх. д. / 42.250° пн. ш. 41.500° сх. д. |
| 29 травня 1944 | буксир           | Смєлий                  | 71     | потоплено  | СРСР            |          |                                           | 42°51′ пн. ш. 41°31′ сх. д. / 42.850° пн. ш. 41.517° сх. д. |
| 1 серпня 1944  | вантажне судно   | Oituz                   | 2 686  | потоплено  | Румунія         |          |                                           | 44°10′ пн. ш. 28°40′ сх. д. / 44.167° пн. ш. 28.667° сх. д. |